# Julia Papiria
La lex Papiria o Julia Papiria de mulctarum aestimatione va ser una antiga llei romana aprovada en una data indeterminada que establia l'import de les multes que anteriorment es pagaven en espècie, generalment en ramats. Aulus Gel·li i Pescenni Fest consideren aquesta valoració part de la llei Aternia Tarpeia, però no se sap amb seguretat.